# Gliricidia sepium
El cacahuananche (Gliricidia sepium) también conocido como gliricidia, madre de cacao, madriado, madricacao, mata ratón, mataratón, madera negro es un árbol de tamaño medio de hasta 15 m de alto, perteneciente a la familia de las leguminosas (familia Fabaceae). Es considerado como el segundo árbol leguminoso de usos múltiples más importante, sólo superado por Leucaena leucocephala. Habita desde el sur de México por toda América Central hasta Colombia, Venezuela y las Guayanas desde el nivel del mar llegando hasta los 1,600 metros de altitud. Es nativo y también cultivado ampliamente en América. Crece muy rápidamente y sus raíces fijan nitrógeno por lo cual tiene gran potencial en la reforestación productiva en zonas secas y áridas.  Sus flores se llegan a consumir hervidas, fritas o en conserva. Sin embargo es peligroso comerlas ya que contienen sustancias tóxicas. Las hojas son tóxicas para perros, caballos y ratas. Las semillas, hojas, corteza y raíz contienen sustancias tóxicas que se usan localmente para envenenar roedores en los campos de cultivo. También se usa como insecticida para barrenador de granos (Prostephanus truncatus), gorgojo pinto del frijol (Zabrotes subfasciatus) y conchuela del frijol (Epilachna varivestis).

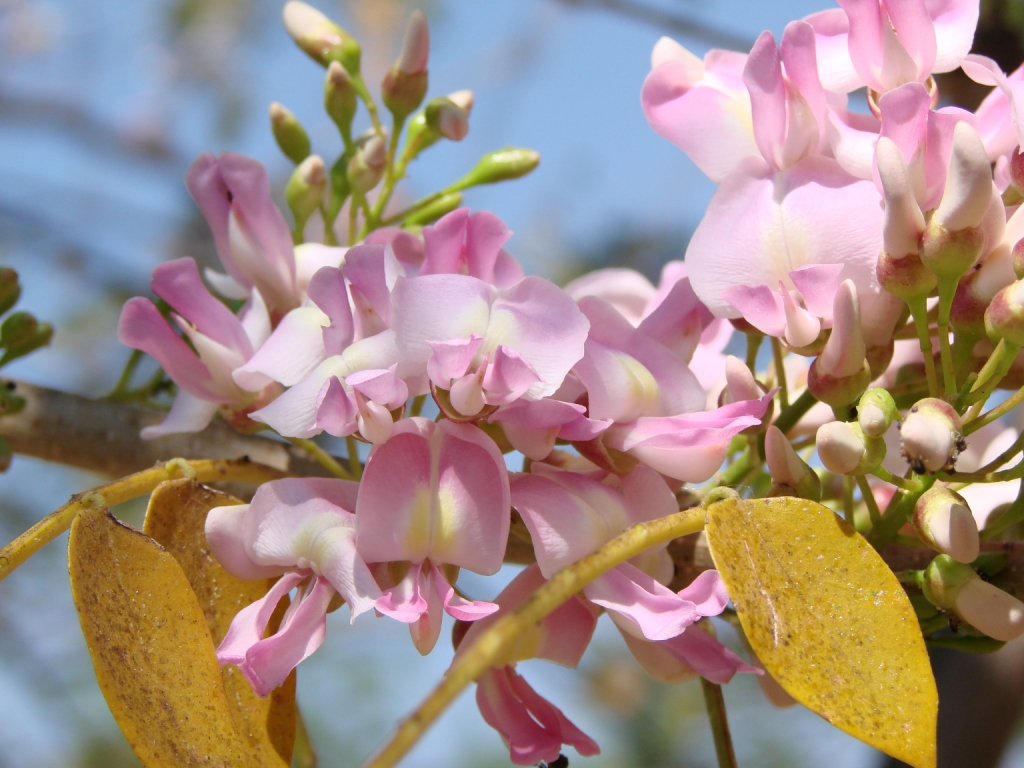
Flores

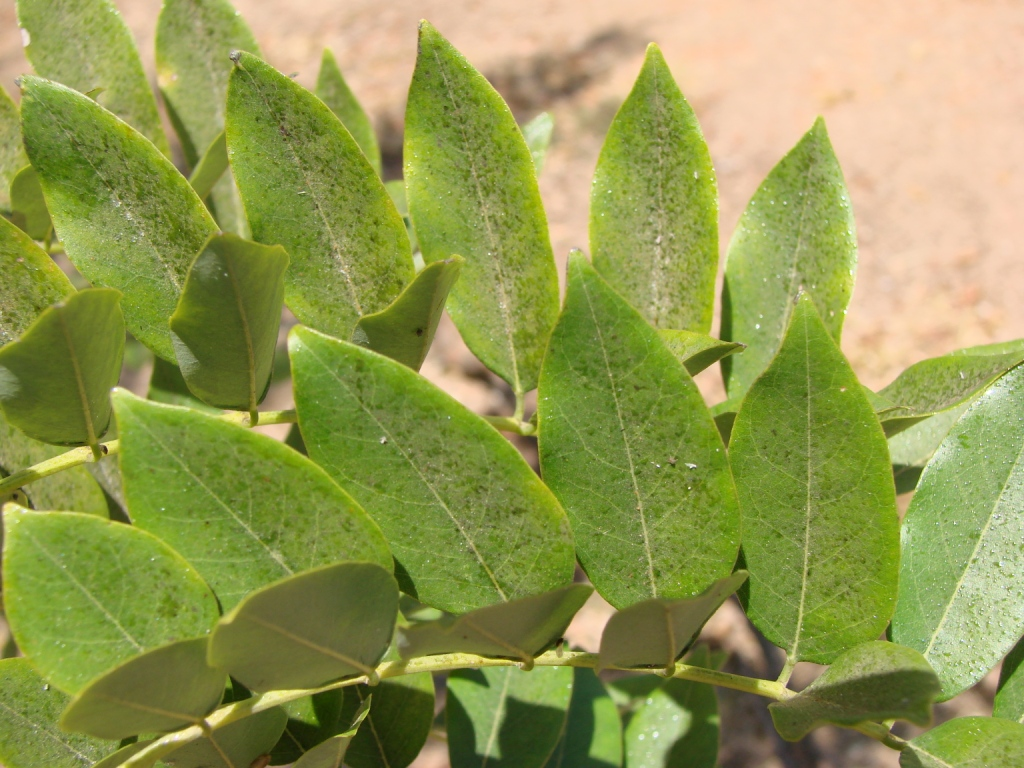
Hojas

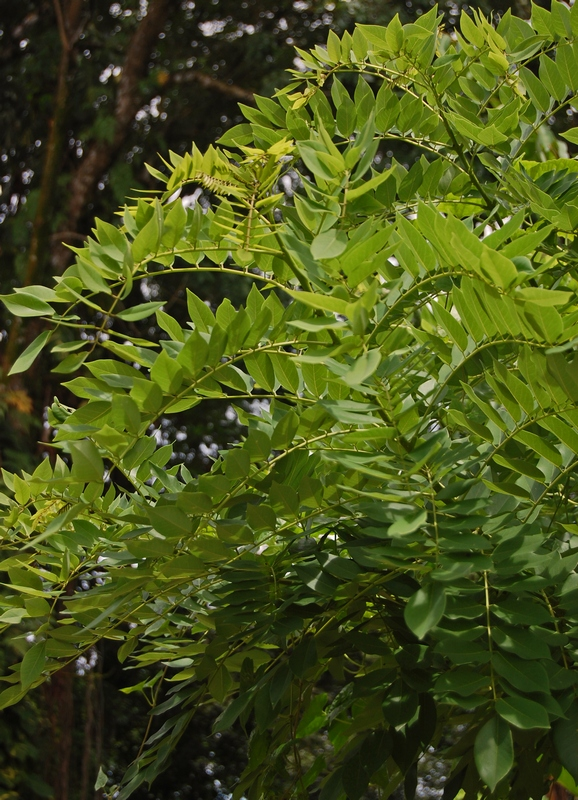
Vista del árbol

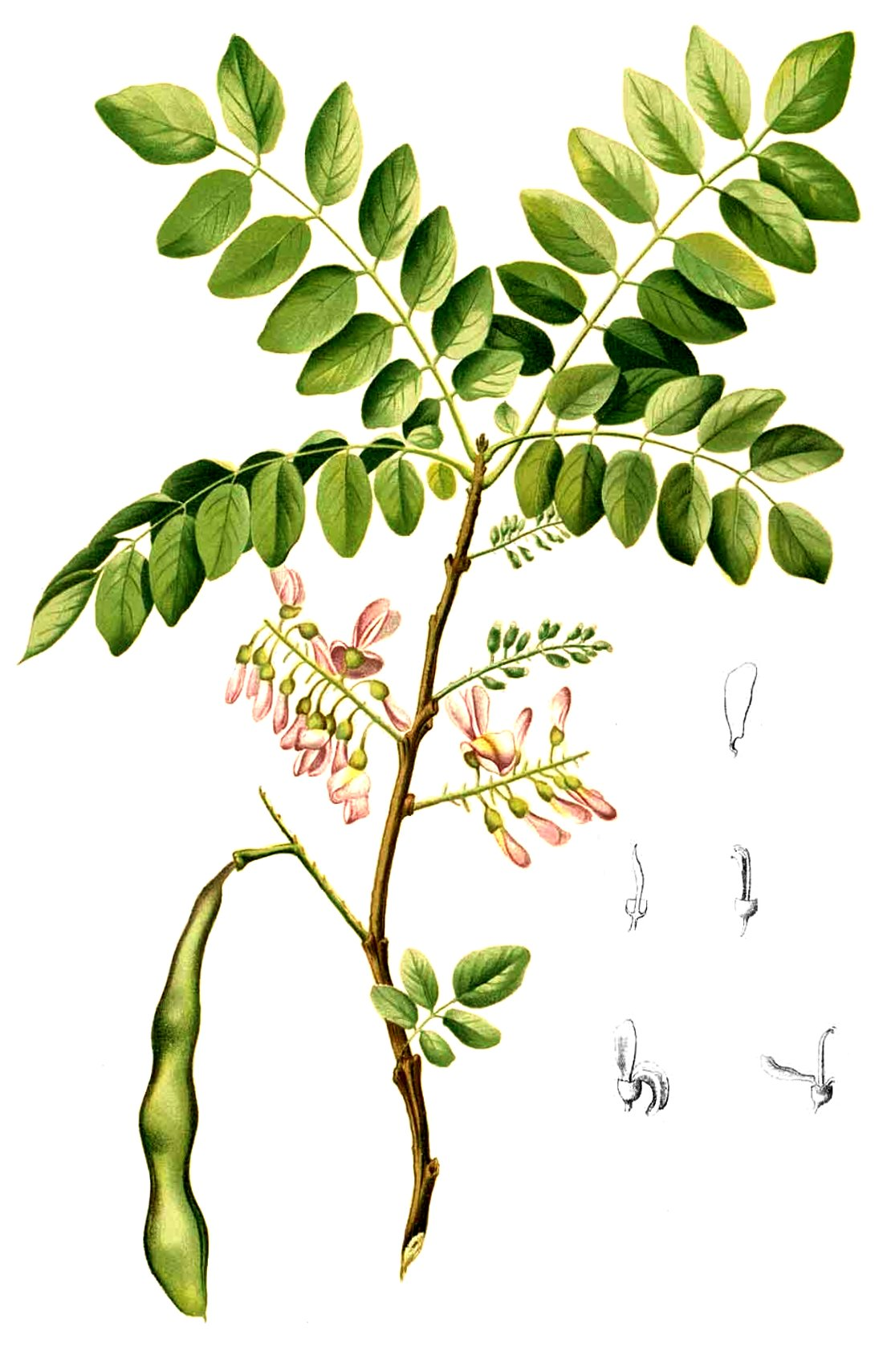
ILustración

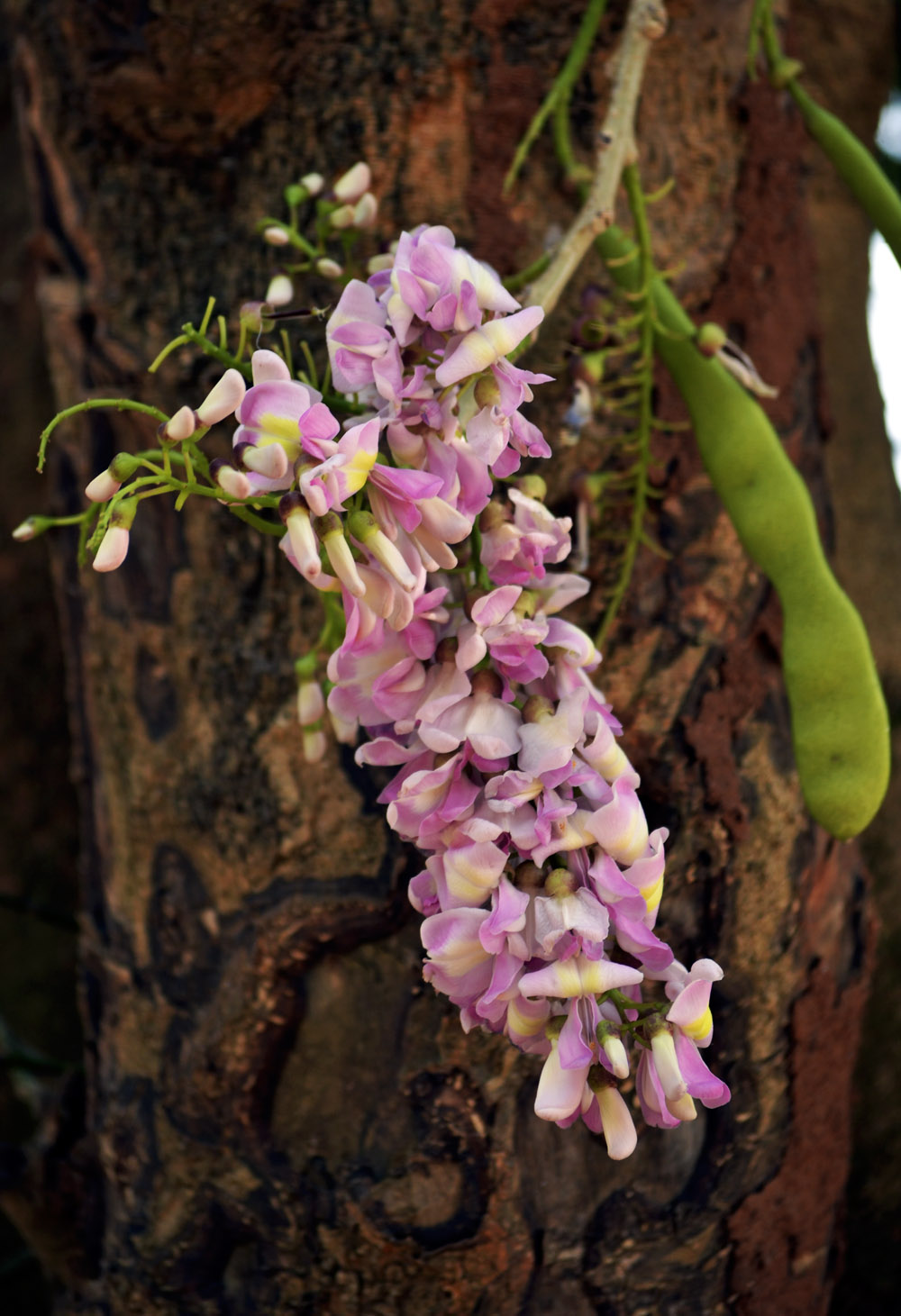
Inflorescencia

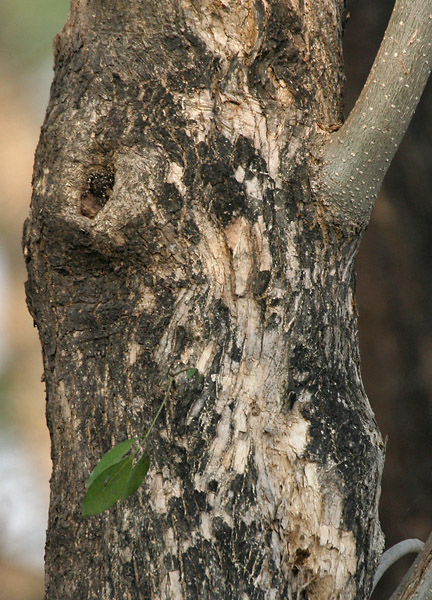
Tronco

## Descripción
Son árboles pequeños o medianos, que alcanzan un tamaño de 10 a 12 metros de altura. La corteza es lisa y su color puede variar desde un gris blanquecino a un profundo color marrón-rojizo. Tiene hojas compuestas que pueden ser de 30 cm de largo. Cada hoja se compone de foliolos que son de 2 a 7 cm de largo y de 1 a 3 cm de ancho. Las flores se encuentran en el extremo de las ramas que no tienen hojas. Estas flores tienen un color rosa a lila brillante que se tiñe de blanco. Una mancha de color amarillo pálido aparece, por lo general, en la base de la flor. El fruto es una vaina de 10 a 15 cm de longitud, de color verde cuando está inmadura y que se vuelve de color amarillo-marrón cuando alcanza la madurez. La vaina produce de 4 a 10 semillas marrones redondeadas.

## Distribución y hábitat
El árbol crece bien en suelos ácidos con un pH de 5-6. El árbol se encuentra en suelos volcánicos en su área de distribución en América Central y México. Sin embargo, también puede crecer en suelos de arena, arcilla y piedra caliza.

## Usos
El árbol se utiliza en muchos países tropicales y subtropicales para diversos fines, tales como cercas vivas, forraje, sombra de cafetales, leña, abono verde y veneno para ratas. Como cercas vivas pueden ser cultivadas a partir de estacas. Gliricidia sepium puede ser intercalada con maíz. Su efecto es el de un fertilizante potente.
G. sepium también se utiliza por sus propiedades medicinales y repelente de insectos. Los agricultores de América Latina a menudo lavan su ganado con una pasta hecha de hojas trituradas de G. sepium para alejar los tórsalos. En las Filipinas, el extracto obtenido a partir de sus hojas se utiliza para eliminar parásitos externos.
G. sepium tiene un rápido crecimiento entre las especies ruderales que se aprovechan de la práctica de roza y quema en su área de distribución natural. Su rápida propagación ha provocado que sea considerada como una mala hierba en Jamaica. Debido a su fácil propagación y a que crece rápidamente, también se ha sugerido que esta especie puede ser plantada para reducir la capa superior del suelo de la erosión en las etapas iniciales de la reforestación de áreas denudadas, un paso intermedio para ser tomado antes de la introducción de especies que tardan más en crecer.
De acuerdo con el World Agroforestry Centre, esta especie se está convirtiendo en una parte importante de las prácticas agrícolas en África. G. sepium tiene una combinación de propiedades deseables. Debido a que fija el nitrógeno en el suelo, aumenta rendimientos de los cultivos de manera significativa sin el costo de los fertilizantes químicos. Además, tolera que se recorte su altura en los cultivos año tras año. Los árboles entran en un estado de latencia cuando se recortan, por lo que el sistema de la raíz no está compitiendo de inmediato por los nutrientes y el cultivo es libre de establecerse. Los árboles realmente comienzan a salir de la fase latente cuando el cultivo ya está alto.
En el estado mexicano de Chiapas se consumen los botones de la flor de "G. sepium" bajo el nombre de cuchunuc, su uso como alimento está bastante extendido en el área central de Chiapas. Desde tamales y empanadas, hasta ensaladas, son algunas de las recetas en las que el "cuchunuc" puede ser un ingrediente central. A su vez, en el sur de México y Centroamérica se le conoce a la planta como Mata ratón, pues es usada como veneno para contrarrestar plagas de roedores.

## Química
Las hojas contienen un 20 % de proteína, siendo usada en la medicina tradicional.

## Taxonomía
Gliricidia sepium fue descrita por (Jacq.) Kunth ex Walp. y publicado en Repertorium Botanices Systematicae. 1(4): 679. 1842.
Sinonimia
- Galedupa pungam Blanco
- Gliricidia lambii Fernald
- Gliricidia maculata (Kunth) Walp.
- Gliricidia maculata var. multijuga Micheli
- Lonchocarpus rosea (Mill.) DC.
- Lonchocarpus sepium (Jacq.) DC.
- Millettia luzonensis A.Gray
- Millettia slendidissima "sensu Naves, non Blume"
- Robinia maculata Kunth
- Robinia rosea Mill.
- Robinia sepium Jacq.
- Robinia variegata Schltdl.[20]

## Nombres comunes
- México: (Tamaulipas) palo de sol, (Veracruz y Tabasco) cocohite, cocuite.[21] (Chiapas) Mataratón, Yaite y Madracacao.
- Colombia: Matarratón.
- Honduras: Madriado.
- Panamá: Balo o Bala